# Aurostibita
L'aurostibita és un mineral de la classe dels sulfurs que pertany al grup pirita de minerals. El seu nom fa referència la seva composició. Fou descoberta el 1952 a la mina Giant Yellowknife, als Territoris del Nord-oest del Canadà i descrita el 1952 per A.R. Graham i S. Kaiman.

## Característiques
L'aurostibita és un mineral d'or i antimoni. Químicament és un antimonur d'or de fórmula AuSb₂, de colors gris plom i una duresa de 3 a l'escala de Mohs. La seva densitat és de 9,98-9,91 g/cm³, i cristal·litza en el sistema cúbic. La seva lluentor és metàl·lica.
Segons la classificació de Nickel-Strunz, l'aurostibita pertany a «02.EA: Sulfurs metàl·lics, M:S = 1:2, amb Fe, Co, Ni, PGE, etc.» juntament amb els següents minerals: bambollaïta, cattierita, erlichmanita, fukuchilita, geversita, hauerita, insizwaïta, krutaïta, laurita, penroseïta, pirita, sperrylita, trogtalita, vaesita, villamaninita, dzharkenita, gaotaiïta, al·loclasita, costibita, ferroselita, frohbergita, glaucodot, kullerudita, marcassita, mattagamita, paracostibita, pararammelsbergita, oenita, anduoïta, clinosafflorita, löllingita, nisbita, omeiïta, paxita, rammelsbergita, safflorita, seinäjokita, arsenopirita, gudmundita, osarsita, ruarsita, cobaltita, gersdorffita, hol·lingworthita, irarsita, jol·liffeïta, krutovita, maslovita, michenerita, padmaïta, platarsita, testibiopal·ladita, tolovkita, ullmannita, wil·lyamita, changchengita, mayingita, hollingsworthita, kalungaïta, milotaïta, urvantsevita i reniïta.

## Formació i jaciments
Es pot trobar als filons hidrotermals d'or-quars, en entorns deficient en sofre que contenen altres minerals d'antimoni. Apareix associada a estibina, jamesonita, or i freibergita.